# Benson & Hedges Cup
Der Benson & Hedges Cup war der dritte One-Day-Cricket-Wettbewerb für die englischen First-Class-County-Clubs und wurde von 1972 bis 2002 ausgetragen. An ihm nahmen zu unterschiedlichen Zeiten auch verschiedene Amateurmannschaften teil, wie beispielsweise Irland oder die Combined Universities.
Er bestand aus Vorrundenspielen am Anfang der Saison und einem anschließenden K.-o.-System ab dem Viertelfinale. Das Endspiel fand auf Lord’s Cricket Ground in der Mitte der Saison statt. Der Benson & Hedges Cup hatte einen geringeren Status als der ältere Gillette Cup.
Er war der einzige Pokal, der immer denselben Sponsor hatte, bis das Tabak-Werbeverbot ihm endgültig den Garaus machte. Schon 1999 sollte der Wettbewerb abgeschafft werden, hielt sich dann aber doch aufgrund rein finanzieller Erwägungen der County Clubs noch einige Jahre.

## Finalspiele
- 2002 Warwickshire besiegt Essex mit 5 Wickets
- 2001 Surrey besiegt Gloucestershire besiegt mit 47 Runs
- 2000 Gloucestershire besiegt Glamorgan mit 7 Wickets
- 1999 Gloucestershire besiegt Yorkshire mit 124 Runs
- 1998 Essex besiegt Leicestershire mit 192 Runs
- 1997 Surrey besiegt Kent mit 8 Wickets
- 1996 Lancashire besiegt Northamptonshire mit 31 Runs
- 1995 Lancashire besiegt Kent mit 35 Runs
- 1994 Warwickshire besiegt Worcestershire mit 6 Wickets
- 1993 Derbyshire besiegt Lancashire mit 6 Runs
- 1992 Hampshire besiegt Kent mit 41 Runs
- 1991 Worcestershire besiegt Lancashire mit 65 Runs
- 1990 Lancashire besiegt Worcestershire mit 69 Runs
- 1989 Nottinghamshire besiegt Essex mit 3 Wickets
- 1988 Hampshire besiegt Derbyshire mit 7 Wickets
- 1987 Yorkshire besiegt Northamptonshire aufgrund der weniger verlorenen Wickets
- 1986 Middlesex besiegt Kent mit 2 Runs
- 1985 Leicestershire besiegt Essex mit 5 Wickets
- 1984 Lancashire besiegt Warwickshire mit 6 Wickets
- 1983 Middlesex besiegt Essex mit 4 Runs
- 1982 Somerset besiegt Nottinghamshire mit 9 Wickets
- 1981 Somerset besiegt Surrey mit 7 Wickets
- 1980 Northamptonshire besiegt Essex mit 6 Runs
- 1979 Essex besiegt Surrey mit 35 Runs
- 1978 Kent besiegt Derbyshire mit 6 Wickets
- 1977 Gloucestershire besiegt Kent mit 64 Runs
- 1976 Kent besiegt Worcestershire mit 43 Runs
- 1975 Leicestershire besiegt Middlesex mit 5 Wickets
- 1974 Surrey besiegt Leicestershire mit 27 Runs
- 1973 Kent besiegt Worcestershire mit 39 Runs
- 1972 Leicestershire besiegt Yorkshire mit 5 Wickets

## Siege nach County
- 4 Lancashire
- 3 Gloucestershire, Kent, Leicestershire, Surrey
- 2 Essex, Hampshire, Middlesex, Somerset, Warwickshire
- 1 Derbyshire, Northamptonshire, Nottinghamshire, Worcestershire, Yorkshire
- 0 Durham, Glamorgan, Sussex